# Додинастичний Єгипет
Додинасти́чний пері́од (кінець V тис. — бл. 3100 до н. е.) — останній доісторичний період на території Єгипту, епоха завершення розподілу родоплемінних стосунків (до сер. V тис. до н. е.), утворення соціально диференційованого суспільства і виникнення перших давньоєгипетських рабовласницьких держав (друга пол. IV тис. до н. е.).

## Поява в Єгипті землеробства
В VIII–VII тисячолітті до н. е. на території зеленої тоді  Сахари почасти у зв'язку з посухою, що наставала, почався розпад  афразійської мовної спільності, і одна з їхніх гілок, що об'єднувала майбутніх  єгиптян з лівійцями, рушила на Схід. Очевидно, на початку V тисячоліття племена єгиптян прийшли до Єгипту, де вже проживали якісь автохтони, можливо, навіть хлібороби, але вони не знали іригації.
До середини V тисячоліття в Верхньому Єгипті належать  тасійська і  бадарійська енеолітичні культури. Тасійці були землеробами-скотарями, проте основним джерелом їжі для них залишалися полювання і рибальство. Вони жили родовими громадами і, ймовірно, першими почали проводити зрошувальні роботи, найпримітивніші. Представники культури Бадарі розводили не тільки дрібну, а й велику рогату худобу, врожай зберігали в спеціальних засіках (про це дозволяє судити поява домашньої кішки, покликаної захистити зерно від гризунів). З'явилися невеликі канали, однак полювання і рибальство все ще зберігали значення. Бадарійці вміли плавити мідь, яка надходила з Синайського півострова.
В Нижньому Єгипті до цього ж періоду (V тисячоліття) належить неолітична фаюмська культура А, землеробсько-скотарська. Відома її груба ліпна кераміка.
Якщо початок додинастического періоду збігся з  неолітичним субплювіалом — відносно вологим кліматом, коли територія Сахари була покрита зеленню, то ближче до його закінчення починається посушливий клімат, що триває до наших днів, що супроводжується розширенням пустелі до її сучасної території.

## Перший додинастичний період
На рубежі V і IV тисячоліть до н. е. на зміну бадарійській культурі в Верхньому Єгипті приходить амратська культура (Накада Ι). З'являються поселення, часто укріплені стінами, що свідчить про все більший розвиток іригаційного землеробства, що сприяло зміцненню осілості єгиптян. Зростає населення: могильники цієї культури — більші за бадарійські. Розширюється номенклатура металевих виробів: з'являються мідні голки, шпильки, гарпуни і рибальські гачки, а також перші золоті прикраси. Кераміка прикрашається різьбленими і писаними візерунками, символічні значки на ній деякі дослідники трактують як позначення власності (посудини з одного поховання мають звичайно один і той самий знак). Втім, поховання мало різняться, суспільство зберігало ще відносну соціальну однорідність.

## Другий додинастичний період
В середині IV тисячоліття амратську культуру змінює культура Накада ΙΙ (герзейська культура). Завдяки розвитку зрошення врожаї стають все більшими. Ремесла відокремлюються від землеробства, відбувається диференціація суспільства. Скотарство остаточно витісняє полювання (різко скорочується мисливський інвентар в похованнях). До цього часу належать мідні сокири, кинджали, ножі, наконечники стріл, посуд і туалетні ложечки. З Азії ввозяться свинець, срібло і  афганський лазурит. В Дельті знаходять безліч  месопотамських циліндричних  печаток. У структурі суспільства спостерігається майнова нерівність, виділення знаті, з'являються багаті поховання вождів (особливо чудова  гробниця вождя в  Ієраконполі, прикрашена фресками). З'являється інститут рабства. Все більший розмах іригаційних робіт разом зі значною соціальною диференціацією привели до створення держави. Це були невеликі номи — об'єднання декількох поселень навколо одного міста, де розташовувалося святилище головного божества і жив вождь (у період  Нового царства в Верхньому Єгипті існувало 22 номи, у Нижньому — 20). Особливості господарського життя змушували номи об'єднуватися. У Верхньому Єгипті утворення єдиної держави відбулося, найімовірніше, трохи раніше, ніж в Нижньому. Столицею першого був Ієраконполь, столицею другого — Буто. Обумовлене все тими ж потребами поліпшення зрошувальної системи, об'єднання їх було неминучим.

## «Нульова династія» і об'єднання Єгипту

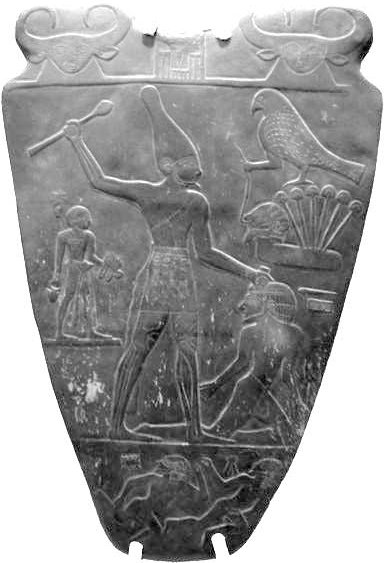
Палетка Нармера

В останні два століття IV тисячоліття в Єгипті на зміну культурі Накада II прийшла  Накада III. До цього ж періоду належить виникнення самобутньої єгипетської писемності. Настала епоха запеклої боротьби за владу. Завершилося об'єднання номів, і північ і південь вступили в останню війну, яка мала вирішити, хто стане царем всієї долини Нілу від Першого порога аж до Дельти (саме такою була історична територія власне Єгипту).  Елліністичний єгипетський історик Манефон пише, що з цієї боротьби переможцем вийшов зрештою верхньоєгипетський фараон Менес (Міна або Мін), засновник  I царської династії. Але нам відомі й імена деяких правителів, що жили ще до нього. Їх умовно об'єднують в так звану Нульову династію, хоча родичами вони навряд чи були і, найімовірніше, ворогували між собою. Безпосереднім попередником Менеса (втім, деякі вчені ототожнюють їх) вважається Нармер, якому сучасна наука і приписує створення єдиної держави. Робиться це на підставі знайденої в 1898 в Ієраконполі  «Палетки Нармера», де один і той самий фараон зображується в коронах і Верхнього, і Нижнього Єгипту. Нульова династія відома за гробницями в Абідоському некрополі, вже там при імені фараона пишеться серех, а іноді поміщається і зображення сокола Гора, що говорить про надзвичайно давні сформовані в Єгипті традиції зв'язування царя з сонцем і форми запису його імені. Крім Нармера, відомі ще більш десятка правителів цього часу, читання більшості імен приблизно (як і читання єгипетської мови взагалі). З об'єднанням країни бл. 3100 під владою Менеса закінчується Додинастичний період, на зміну Нульовий династії приходить  Раннє царство.